# Kappa1 Lupi
Kappa1 Lupi —o simplemente Kappa Lupi— (κ1 Lup / HD 134481 / HR 5646) es una estrella en la constelación de Lupus de magnitud aparente +3,85.
Comparte la denominación de Bayer Kappa con Kappa2 Lupi, estrella de magnitud +5,70 con un movimiento propio similar.
De tipo espectral B9.5Vne, Kappa1 Lupi es, al igual que el Sol, una estrella de la secuencia principal cuya energía proviene de la fusión del hidrógeno en su interior. Sin embargo, es una estrella mucho más caliente con una temperatura efectiva de 11.700 K y es 151 veces más luminosa que el Sol.
Su diámetro es 2,3 veces más grande que el diámetro solar y rota con una velocidad de 146 km/s, si bien este es sólo el límite inferior; el valor real depende de la inclinación de su eje respecto a la Tierra.
Es una estrella Be que ha desarrollado un disco circunestelar de materia por la pérdida de masa estelar en su ecuador.
3,2 veces más masiva que el Sol, tiene una edad aproximada de 195 millones de años.
Al contrario que otras estrellas calientes de Lupus, Kappa1 Lupi no forma parte de la asociación estelar de Scorpius-Centaurus. Su distancia respecto a nosotros, 182 años luz, es algo menos de la mitad de la de otras estrellas —como α Lupi y β Lupi— que sí pertenecen a dicha asociación. 